# Das Wunderkind Tate
Das Wunderkind Tate (Originaltitel: Little Man Tate) ist ein US-amerikanischer Film aus dem Jahr 1991. Es ist der erste Kinofilm, bei dem Jodie Foster als Regisseurin beteiligt war.
Ein Teil der Dreharbeiten fand auf dem Campus der Miami University in Oxford im Bundesstaat Ohio statt.

## Handlung
Dede Tate (Jodie Foster) ist eine Kellnerin und alleinerziehende Mutter. Als ihr Junge gerade mit Sprechen anfängt, greift er nach einem Teller und sagt „Koffer!“. Die Mutter schüttelt den Kopf und meint: „Nein, Dummerchen, dies ist ein Teller!“ Doch als sie auf die Rückseite des Tellers schaut, erstarrt ihr Blick: Der Hersteller heißt „Koffer“. Ihr Sohn Fred gilt daher seit frühester Jugend als sehr begabt, doch weder in der Schule noch in der häuslichen Umgebung kann sein Intellekt entsprechend gefördert werden. Nach anfänglichem Zögern übergibt Dede ihren Sohn in die Obhut der Wissenschaftlerin Jane Grierson (Dianne Wiest), die ein Förderprogramm für hochbegabte Kinder organisierte. Fred fühlt sich von der Mutter verlassen, besonders in der streng durchorganisierten Welt von Jane Grierson. In einer Fernsehsendung sagt er, dass seine Mutter gestorben wäre.
Dede betrachtet zeitweise Jane Grierson als eine Konkurrentin um die Aufmerksamkeit ihres Sohnes, doch später begreift sie, dass nur beide Frauen gemeinsam Fred eine optimale Erziehung bieten können.

## Kritiken
„Jodie Foster, die selber eine Art Wunderkind war, gelang ein sehr menschlicher Film. — „Ein kleines Wunder: behutsam, anrührend““

Das Lexikon des internationalen Films schrieb, der Film setze sich „packend und sehr sensibel mit dem Thema kindlicher Einsamkeit auseinander“.
epd Film 2/1992 schrieb, es sei „ein stiller, bescheidener Film (...) herausgekommen, so abseits vom Prunk und Pomp Hollywoods, wie die Foster es schon immer gewesen ist“.